# Мустафа, Лейла
Лейла Мустафа (сорани لەیلا مستەفا; 12 сентября 1988, Эр-Ракка — 25 ноября 2023) — сирийская курдская активистка, инженер-строитель и политик, сопредседатель Гражданского совета Эр-Ракки (Сирия), которая после освобождения Сирийскими демократическими силами от ИГИЛ с 2017 года находилась под совместным арабо-курдским контролем.

## Ранние годы
Лейла Мустафа родилась 12 сентября 1988 года. До гражданской войны в Сирии она изучала гражданское строительство. В 2013 году повстанцы из Свободной сирийской армии и Джабхат ан-Нусра захватили Ракку, а в 2014 году туда прибыли боевики ИГИЛ, сделавшие город своей столицей, что побудило Мустафу бежать со своей семьей, заплатив контрабандистам, чтобы те переправили их в Эль-Хасаку.

## Политическая карьера
В конце 2018 года телеканал CBS сообщил, что Мустафа была «избрана группой лидеров общины для управления новым гражданским советом и занимает самую близким к мэрской позицию в Ракке».
До падения города Гражданский совет Ракки (ГСР) располагался в Айн-Иссе, 50 км к северу от Ракки. Агентство Reuters описало ГСР как «разнообразную команду, возглавляемую арабским племенным вождём шейхом Махмудом Шавахом аль-Бурсаном, который носит племенную одежду, и курдской инженеркой-строительницей Лейлой Мустафой, одетой в зелёную рубашку и джинсы».
По оценкам ООН, 80 % зданий в Ракке были разрушены в ходе конфликта, а город и его окрестности были усеяны минами, установленными ИГИЛ. Мустафа намеревался восстановить город, но заявила, что без дополнительного международного финансирования это будет сложной задачей. «Мы стремимся восстановить город в меру своих возможностей, но сталкиваемся со множеством проблем при восстановлении основных служб из-за огромного уровня разрушений», — сказала она изданию The Intercept . Сообщается, что после изгнания ИГИЛ из города в Ракку вернулись 150 000 человек, но в августе 2018 года админитрация президента США Трампа объявила, что сократят финансирование стабилизации ситуации в Северной Сирии на 230 миллионов долларов. Мустафа сообщила, что Гражданский совет Ракки вновь открыл 200 школ и 70 пекарен.
Мустафа была сторонницей Рабочей партии Курдистана (РПК) и её заключённого лидера Абдуллы Оджалана. Газета Times приводит её слова: «Мысли нашего лидера Абдуллы Оджалана были ключевым фактором в освобождении Ракки».

## Смерть
Лейла Мустафа умерла от осложнений во время операции 25 ноября 2023 года в возрасте 35 лет.